# Studios de Montreuil
Les Studios de Montreuil, aussi appelés Studios Pathé-Albatros, étaient des studios de cinéma construits à l'initiative de Charles Pathé et situés au 52 rue du Sergent-Bobillot à Montreuil en Seine-Saint-Denis.
En 1997, le site a été inscrit à l’inventaire supplémentaire des monuments historiques,.
Ce ne sont pas les premiers studios édifiés dans cette ville. En 1897, Georges Méliès fait construire un studio dans sa propriété de Montreuil, puis un deuxième en 1907.

## Historique
Inaugurés le 1er mars 1904, les studios de Montreuil ont été construits car Charles Pathé avait besoin d'un lieu de tournage provisoire dans l'attente de la fin des travaux d'agrandissement des studios de Vincennes. Ils sont finalement conservés pour pouvoir enchaîner les tournages entre les différents studios.
Le site dispose d'une verrière de 22 m sur 12 m permettant d'utiliser la lumière naturelle pendant les tournages.
Le 16 juillet 1920, Charles Pathé signe avec Iossif Ermoliev un bail pour la location du studio en verre. Ermoliev crée avec Alexandre Kamenka (1888-1969) la maison de production Ermolieff-Cinéma qui devient, en 1922, la Société des films Albatros.
En 1929, avec l'arrivée du cinéma parlant, l'activité diminue. Pathé ne renouvelle pas le bail et vend son bien à une fonderie.

## Films tournés
Au début, les premiers films tournés dans ces studios sont des actualités cinématographiques reconstituées, comme L'Incendie du théâtre de Chicago ou L'Assassinat du ministre Plehve, tous les deux réalisés par Lucien Nonguet en 1904. Ferdinand Zecca et Albert Capellani y ont également tourné des scènes pour des films d'actualité.
Entre 1910 et 1914, Max Linder tourne plusieurs films dans ces studios.
Quelques films produits par la société Albatros et tournés à Montreuil :
- 1923 : Le Brasier ardent de Ivan Mosjoukine et Alexandre Volkoff
- 1923 : Kean ou Désordre et génie d’Alexandre Volkoff
- 1924 : L'Affiche de Jean Epstein
- 1924 : Le Lion des Mogols de Jean Epstein
- 1924 : L'Heureuse Mort de Serge Nadejdine
- 1925 : Gribiche de Jacques Feyder
- 1926 : Carmen de Jacques Feyder
- 1926 : Feu Mathias Pascal de Marcel L'Herbier
- 1927 : Casanova d’Alexandre Volkoff
- 1927 : Napoléon d'Abel Gance
- 1928 : Un chapeau de paille d'Italie de René Clair